# Luhuo

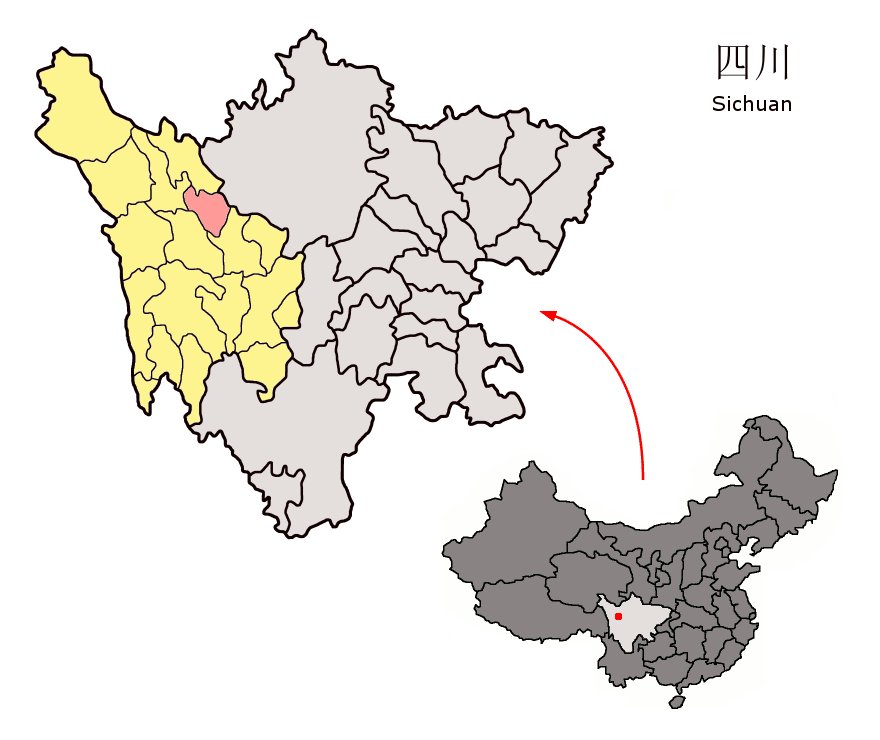
Lage des Kreises Luhuo in Garzê (gelb).

Luhuo (tibetisch བྲག་འགོ།, Umschrift nach Wylie brag ’go, auch Zhaggo, Draggo; chinesisch 炉霍县, Pinyin Lúhuò Xiàn) ist ein Kreis im Nordwesten der chinesischen Provinz Sichuan. Die Fläche beträgt 4.343 Quadratkilometer und die Einwohnerzahl 47.185 (Stand: Zensus 2020). Er gehört zum Verwaltungsgebiet des Autonomen Bezirks Garzê der Tibeter. Sein Hauptort ist die Großgemeinde Xindu (Xīndū 新都镇).

## Administrative Gliederung
Auf Gemeindeebene sitzt sich der Kreis aus drei Großgemeinden und dreizehn Gemeinden zusammen. Diese sind (Pinyin/chin.):
- Großgemeinde Xindu 新都镇
- Großgemeinde Simu 斯木镇
- Großgemeinde Zhuwei 朱倭镇

- Gemeinde Niba 泥巴乡
- Gemeinde Yade 雅德乡
- Gemeinde Luoqiu 洛秋乡
- Gemeinde Yimu 宜木乡
- Gemeinde Renda 仁达乡
- Gemeinde Dandu 旦都乡
- Gemeinde Chonggu 充古乡
- Gemeinde Gengzhi 更知乡
- Gemeinde Kaniang 卡娘乡
- Gemeinde Chongta 宗塔乡
- Gemeinde Zongmai 宗麦乡
- Gemeinde Shangluokema 上罗柯马乡
- Gemeinde Xialuokema 下罗柯马乡

## Ethnische Gliederung der Bevölkerung (2000)
Beim Zensus im Jahr 2000 hatte Luhuo 39.603 Einwohner.
| Name des Volkes | Einwohner | Anteil  |
| --------------- | --------- | ------- |
| Tibeter         | 36.208    | 91,43 % |
| Han             | 3.228     | 8,15 %  |
| Hui             | 99        | 0,25 %  |
| Yi              | 19        | 0,05 %  |
| Mongolen        | 9         | 0,02 %  |
| Bai             | 8         | 0,02 %  |
| Uiguren         | 7         | 0,02 %  |
| Tujia           | 7         | 0,02 %  |
| Miao            | 5         | 0,01 %  |
| Qiang           | 4         | 0,01 %  |
| Zhuang          | 4         | 0,01 %  |
| Sonstige        | 5         | 0,01 %  |